# Núi Asama
Núi Asama (浅間山 Asama-yama) là một núi lửa phức hợp hoạt động tại trung bộ đảo Honshū của Nhật Bản. Đây là núi lửa năng hoạt nhất trên đảo Honshū. Cơ quan Khí tượng Nhật Bản phân loại Núi Asama đạt hạng A. Đỉnh núi có độ cao 2.568 mét (8.425 ft) trên mực nước biển, trên ranh giới giữa hai tỉnh Gunma và Nagano. Asama được xếp vào danh sách 100 núi nổi tiếng Nhật Bản (Nhật Bản bách danh sơn). Một lớp tàu tuần dương của Hải quân Đế quốc Nhật Bản được đặt theo tên núi.

## Địa chất
Núi Asama nằm tại nơi tiếp hợp của Cung Izu-Bonin-Mariana và Cung Đông Bắc Nhật Bản. Núi hình thành từ đá mafic không kiềm và nham tầng núi lửa có niên đại từ thế Pleistocene Muộn đến thế Holocene. Loại đá chủ yếu là andesit và dacite.
Các nhà khoa học từ Đại học Tokyo và Đại học Nagoya hoàn thành thí nghiệm dựng hình thành công lần đầu của họ về bên trong núi lửa vào tháng 4 năm 2007. Bằng cách dò các hạt bán nguyên tử gọi là muyon đi xuyên qua núi lửa sau khi đến từ không gian, các nhà khoa học có thể dần dựng hình bên trong núi lửa, tao ra các hình ảnh về các lỗ hổng mà thông qua đó dung nham đi sâu vào trong núi lửa.
Sườn phía đông của núi có một trạm quan trắc núi lửa do Đại học Tokyo điều hành.

## Lịch sử phun trào
Đặc điểm địa chất của núi lửa được giám sát chặt chẽ bằng các địa chấn kế và máy quay phim ở vị trí chiến lược.  Các nhà khoa học ghi nhận một loạt kết cấu đa dạng trong tro núi lửa lắng đọng trong khu vực trong một loạt vụ phun trào kể từ phun trào Tennin năm 1108.
Núi Asama phun trào vào đầu tháng 2 năm 2009, đưa tro lên cao đến 2 km (1,2 mi), và thổi đá cao đến 1 km (0,62 mi) từ miệng núi lửa. Ghi nhận được tro rơi tại Tokyo, cách miệng núi lửa 145 km (90 mi) về phía đông nam. Vào ngày 16 tháng 2, ghi nhận được 13 trận động đất núi lửa và phun khói và tro thành một đám mây cao 400 m (1.300 ft).
Núi Asama tiếp tục có các trận phun trào nhỏ, rung chấn trong tháng hai và duy trì cảnh báo cấp 3 (vùng nguy hiểm trong vòng 4 km (2,5 mi) quanh miệng núi lửa).
Có các trận phun tro nhỏ diễn ra tại núi lửa Asama trong tháng 8 năm 2008. Đây là hoạt động đầu tiên tại núi lửa kể từ năm 2004.
Một trận phun trào kiểu vulcanian đơn lẻ xảy ra tại núi lửa Asama vào lúc 11:02 UT ngày 1 tháng 9 năm 2004. Các khối nóng sáng được đẩy từ đỉnh và gây nhiều vụ hỏa hoạn. Vụ phun trào đưa tro và đá xa đến 200 km (120 mi).
Trong tháng 4 năm 1995, trên 1000 trận động đất được phát hiện tại núi lửa.
Một vụ phun trào gây nổ xảy ra vào ngày 8 tháng 4 năm 1983, tephra nóng sáng được phun ra, và tro rơi cách 250 km (160 mi) từ núi lửa.
Các vụ phun trao gây nổ xảy ra tại đỉnh của núi lửa Asama vào ngày 26 tháng 4 năm 1982, tro mịn rơi tại Tokyo lần đầu tiên trong vòng 23 năm.

### Phun tràoTenmei
Núi Asama phun trào vào năm 1783 (Tenmei thứ ba 3), gây tổn thất trên quy mô rộng.  Phun trào kiểu plinian kéo dài trong ba tháng, bắt đầu từ ngày 9 tháng 5 năm 1783, gây mưa đá bọt andesit, pyroclastic chảy, dung nham chảy, và mở rộng nón núi lửa. Phun trào cực độ bắt đầu vào ngày 4 tháng 8 và kéo dài trong 15 tiếng, với đá bọt rơi và pyroclastic chảy. Đặc điểm phức tạp của đợt phun trào này được giải thích là do lắng đọng nhanh chóng tro pyroclastic thô gần miệng phun và dòng chảy dung nham tiếp theo; và các sự kiện này đi kém với cột phun cao khiến đá bọt bị đẩy hơn nữa vào khí quyển.
Miêu tả của Isaac Titsingh về phun trào núi Asama được xuất bản bằng tiếng Pháp sau khi ông mất, tại Paris vào năm 1820; và bản chuyển ngữ tiếng Anh được xuất bản tại Luân Đôn vào năm 1822. những quyển sách này dựa vào các nguồn tiếng Nhật; và đây là tác phẩm đầu tiên về thể loại này được phổ biến tại châu Âu và phương Tây.
Sức tàn phá của núi lửa làm trầm trọng thêm "Nạn đói lớn Tenmei". Phần lớn đất canh tác tại các khu vực Shinano và Kōzuke bị bỏ hoang hoặc sản xuất dưới mức trong 4-5 năm sau đó. Tác động của động đất là tệ hại do sau nhiều năm suýt bị đói hoặc bị đói thực sự, nhà cầm quyền và dân chúng đều không còn dự trữ gì. Đợt phun trào vào ngày 4 tháng 8 khiến 1.400 người thiệt mạng, cộng thêm 20.000 người thiệt mạng do nạn đói.

### Phun tràoTennin
Núi Asama có đợt phun trào vào năm 1108 (Tennin 1), đây là chủ đề được khoa học hiện đại nghiên cứu. Các ghi chép cho thấy cường độ của đợt phun trào kiểu plinian này lớn gấp hai lần thảm họa Tenmei vào năm 1783.

### Các đợt phun trào trong lịch sử
Núi Asama được thư thịch Nhật Bản chép là phun trào trong các năm: 2009, 2008, 2004, 2003, 1995, 1990, 1983, 1982, 1973, 1965, 1961, 1958–59, 1953–55, 1952, 1952, 1950–51, 1949, 1947, 1946, 1944–45, 1938–42, 1935–37, 1934, 1934, 1933, 1931–32, 1930, 1929, 1929, 1927–28, 1924, 1922, 1920–21, 1919, 1918?, 1917, 1916, 1915, 1914, 1909–14, 1908, 1908, 1907, 1907, 1906, 1905?, 1904, 1903, 1902, 1902, 1900–01, 1899, 1899, 1894, 1889, 1879, 1878?, 1875, 1869, 1815, 1803, 1803, 1783, 1779?, 1777, 1776, 1769, 1762, 1755, 1754, 1733, 1732, 1731, 1729, 1729, 1728, 1723, 1723, 1722, 1721, 1720, 1719, 1718, 1717, 1711, 1710, 1708–09, 1706, 1704, 1703, 1669, 1661, 1661, 1660, 1659, 1658, 1657, 1656, 1655, 1653, 1652, 1651, 1650?, 1649, 1648, 1648, 1647, 1645, 1644, 1609, 1605, 1604, 1600, 1598, 1597, 1596, 1596, 1595?, 1591, 1590, 1532, 1528, 1527, 1518, 1427?, 1281, 1108, 887, 685.

## Hình ảnh

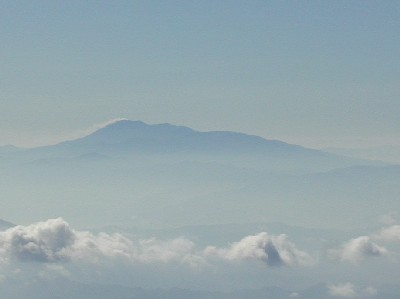
Núi Asama
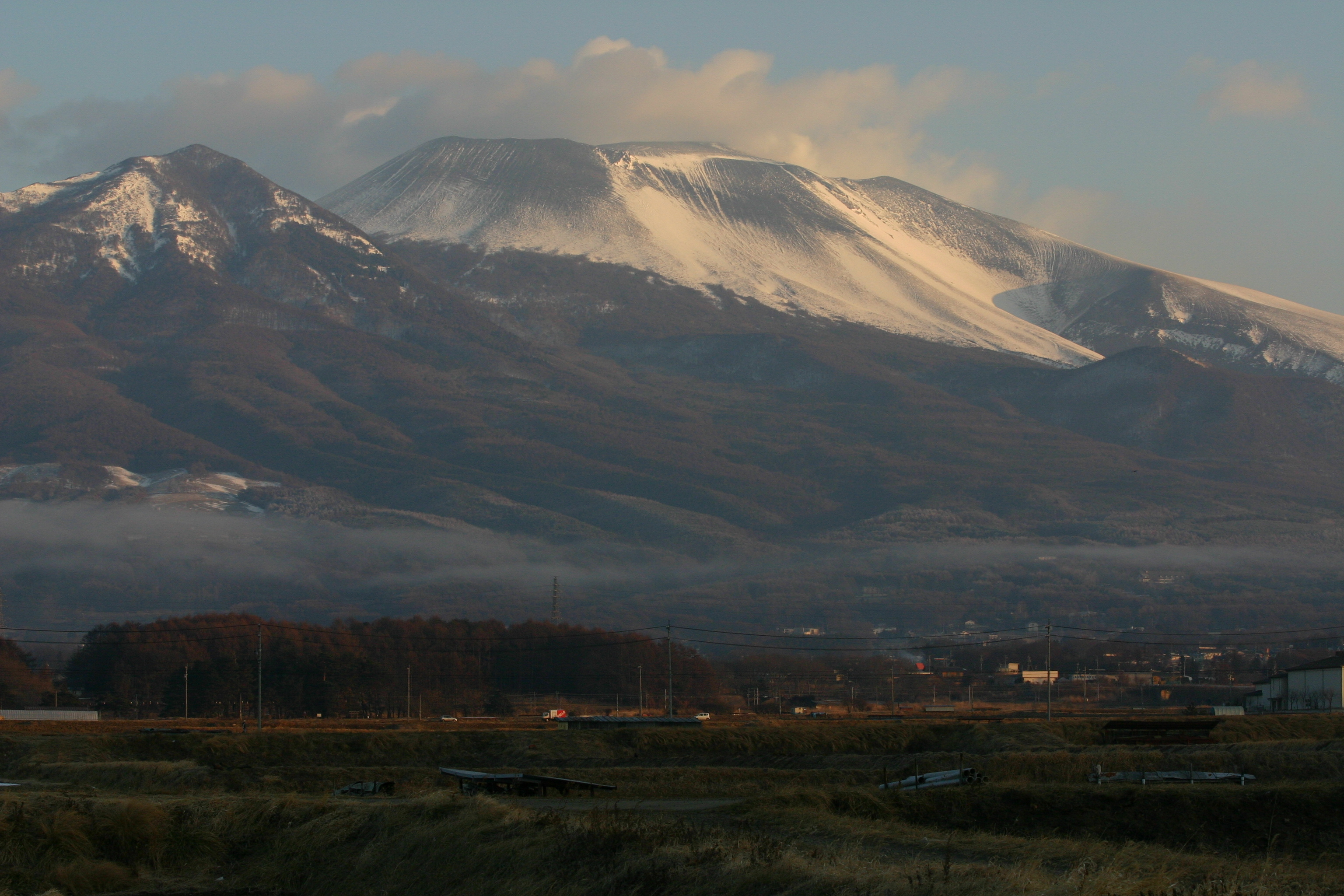
Núi Asama tháng 12 năm 2005
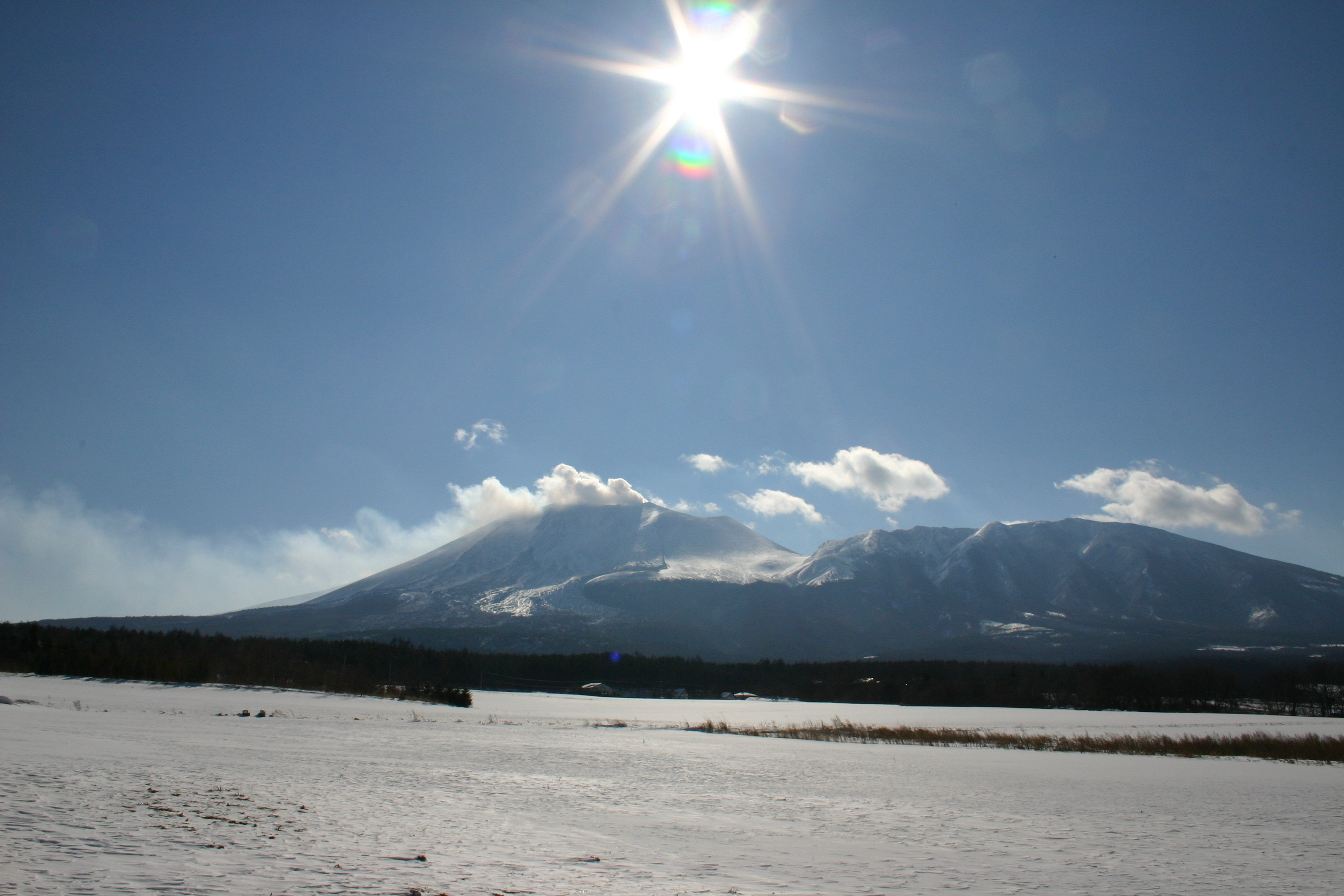
Núi Asama tháng 12 năm 2005 từ tỉnh Gunma
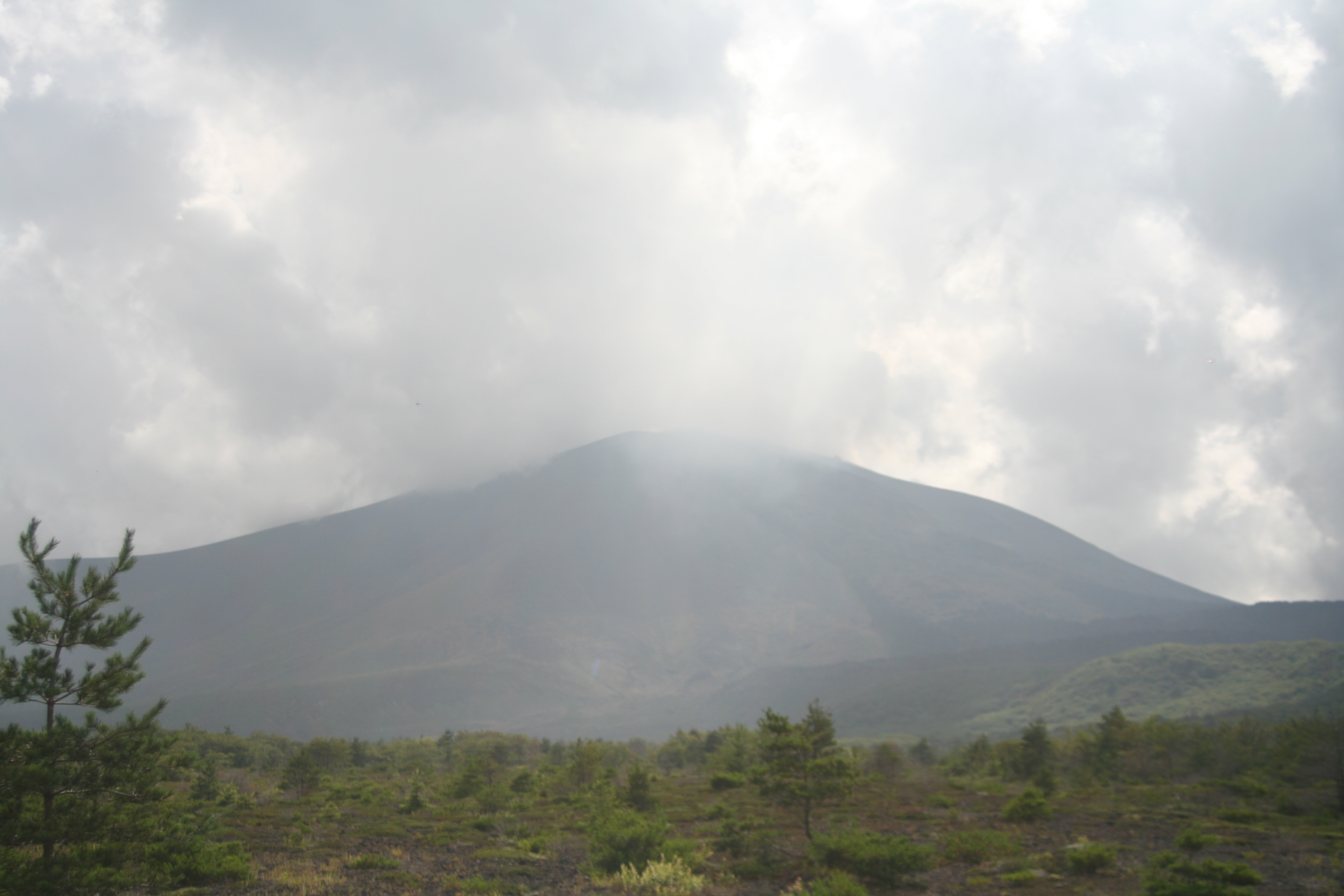
Núi Asama năm 1999 từ tỉnh Nagano